# Tintilia
Le tintilia est un cépage noir de la région du Molise, en Italie.

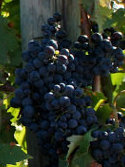
Une grappe de Tintilia.

Le tintilia a failli disparaître à la suite de l’introduction de cépages plus productifs, jusqu’à ce que l’agronome Giuseppe Mogavero (Chieti 1937 - Campobasso 2015), conseiller régional et œnologue expérimenté, reprenne la culture du cépage dans sa propre exploitation viticole fondée en 1975 à Petrella Tifernina, au point d’en être considéré comme le découvreur et d’obtenir sa certification d’origine contrôlée en 2011.